# Mỹ Phú (An Giang)
Mỹ Phú is een xã in het district Châu Phú, een van de districten in de Vietnamese provincie An Giang in de Mekong-delta.